# 東京都立赤坂高等学校
東京都立赤坂高等学校（とうきょうとりつ あかさかこうとうがっこう）は、かつて東京都港区南青山二丁目に所在した都立高等学校。生徒など関係者からは「赤高」（あかこう）の愛称で親しまれた。

## 概要
1933年（昭和8年）に商業学校として赤坂に開校。1948年（昭和23年）に学制改革により新制高校に改組され、都立高校では珍しい普通科と商業科を擁する学校として知られていた。1957年（昭和32年）に現在地である南青山（当時: 赤坂青山南町）へ移転（移転しても赤坂の近隣に所在する等の理由で校名変更は行われなかった）。
1991年（平成3年）に普通科を募集停止し、商業科と情報処理科を擁する商業高校へ改組された。しかし商業高校の入学者減少などの事情から市ヶ谷商業高校と統合されて東京都立大田桜台高等学校となるため、2007年度（平成19年度）以降の新入生募集を停止、2009年（平成21年）3月で閉校された。
なお、赤坂高校の校舎は大田桜台高校の2011年の新校舎完成までの校舎として使用された(参考1)(参考2)。近年の就職・進学の割合は共に約50%だった。なお青山霊園の一角に校舎が所在していたが2012年1月までに解体され、跡地には2014年に東京都立青山特別支援学校が開校した。

## 沿革
- 1933年 - 実業学校規定により東京市赤坂商業学校として開校（修業年限2年）。現赤坂小学校校舎にて授業開始。
- 1940年 - 修業年限3年となる。
- 1943年 - 東京都立赤坂商業学校と改称。
- 1944年 - 東京都立赤坂女子商業学校と改称、東京都立渋谷商業学校女子部を統合。修業年限4年となる。
- 1946年 - 東京都立芝女子商業学校を統合。
- 1947年 - 修業年限5年となる。
- 1948年 - 東京都立赤坂女子新制高等学校と改称、昭和23年度限りで併設中学校設置。普通科・商業科設置。
- 1950年1月28日 - 東京都立赤坂高等学校と改称。
- 1957年2月1日 - 現在地の青山霊園の一角にある校舎に移転（開校記念日となる）。
- 1960年1月14日 - 新校舎落成式。
- 1964年9月29日 - 体育館落成式。
- 1967年 - 昭和42年度入試より学校群制度導入、普通科は12群に属する（城南・八潮）。入試教科も9教科→3教科へ変更。
- 1978年12月16日 - 校舎改築のため、旧愛宕中学校の仮校舎へ移転。
- 1980年5月28日 - 新校舎へ移転。
- 1980年11月22日 - 新校舎落成式。
- 1982年 - 昭和57年度入試よりグループ合同選抜制度導入、普通科は11グループに属する（九段・一橋・日比谷・城南・三田）。入試教科も3教科→5教科へ変更。
- 1983年10月15日 創立50周年記念式典・演奏会・祝賀会。
- 1985年 - 昭和60年度新入生より現制服に改定。
- 1991年 - 平成3年度新入生より普通科の募集停止（11グループ離脱）。情報処理科を2学級新設。
- 2001年2月7日 - 13年ぶりに体育祭が復活（於東京体育館）。
- 2007年 - 東京都立市ヶ谷商業高等学校との統合に伴い、平成19年度入試より新入生募集停止。
- 2009年3月 - 閉校。
- 2011年8月 - 校舎解体開始。2012年解体完了。

## 校歌
- 『東京都立赤坂高等学校校歌』（作詞：安藤一郎、作曲：大中寅二）

## 交通
- 東京メトロ銀座線・半蔵門線・都営大江戸線 青山一丁目駅徒歩5分
- 東京メトロ銀座線・半蔵門線 外苑前駅徒歩7分
- 東京メトロ千代田線 乃木坂駅徒歩7分

## 学校行事
- 茜祭 - 学園祭の名称。

## 部活動

### 運動部
- バレーボール部
- バスケットボール部
- バドミントン部
- テニス部
- ソフトテニス部
- サッカー部
- 軟式野球部
- ダンス部
- 陸上競技部

### 文化部
- 吹奏楽部
- 軽音楽部
- 茶道部
- 漫画研究部
- 文芸部
- 写真部
- 天文部
- ESS部
- パソコン部
- ワープロ部

## 著名な出身者
- 小川光明（元日本テレビアナウンサー）
- 水原弘（歌手）
- 杉田弘子（女優）中退
- 手塚理美（女優）